# Włochy (powiat pińczowski)
Włochy – wieś w Polsce, położona w województwie świętokrzyskim, w powiecie pińczowskim, w gminie Pińczów. Leży na północno-wschodnim obrzeżu Pińczowa, na Garbie Pińczowskim. 

## Części wsi
| SIMC    | Nazwa              | Rodzaj      |
| ------- | ------------------ | ----------- |
| 0263685 | Sachalin           | przysiółek  |
| 0263691 | Włochy-Leśniczówka | osada leśna |

## Historia
Wieś powstała około 1560 r. na terenie będącym własnością Mikołaja Oleśnickiego. Pomyślana została jako kolonia dla uchodźców wyznaniowych, którym dziedzic Pińczowa udzielał schronienia i opieki. Ponieważ przybysze z Italii byli zdecydowanie najliczniejsi, toteż od ich nacji wzięła się nazwa Włochy. Cudzoziemcy trudnili się górnictwem kamienia i jego obróbką w warsztatach kamieniarsko-artystycznych. Przywilej wydany przez Oleśnickiego dawał im prawo korzystania na własne potrzeby z lasu, kamieniołomów i pastwisk. Sprawy sądownicze i administracyjne pozostawiono ich Kościołowi i samorządowi. W Pińczowie mieli włoski kościółek, gdzie kaznodzieją był Francesco Negri. Od 1601 wchodzi w skład Ordynacji Pińczowskiej Myszkowskich.
Po powstaniu listopadowym dobra ziemskie Włochy będące własnością Jana Olrycha Szanieckiego zostały skonfiskowane za jego udział w powstaniu a on sam został skazany na karę śmierci.
Z upływem wieków, mieszkańcy Włoch ulegli zupełnej polonizacji, zatracając swój język i religię i przekształcając nazwiska na bardziej swojskie. Mistale to dziś Misztale, Bonanonowie stali się Baniami, Coci spolszczyli się na Ciaciów; potomkowie jakiegoś Włocha o imieniu Domenico zwą się Dominkami, a Costowie to Kosteccy. Rodzina Romańców wywodzi się z pewnością od jakiegoś mieszkańca Rzymu (po łacinie Roma). Wymarły bez śladu rody Barellów, Genich, Polionich, Nigerów, Clumilów i Pankwillinich. Natomiast Naporowie są potomkami znanego tu kiedyś muratora-artysty, Jacka Napory. W XVIII w. wnuki dawnych mistrzów kamieniarskich stali się chłopami i głównym ich zajęciem było odtąd rolnictwo.
W latach 1975–1998 miejscowość należała administracyjnie do województwa kieleckiego.

## Zabytki
- We wsi stoi monumentalny kamienny pomnik wystawiony w kwietniu 1609 r. Ufundował go dworzanin Zygmunta Myszkowskiego, Walenty Kącki herbu Dołęga, z Sochaczewa, ku czci swojego pana.

Piaskowcowy obelisk jest czworobocznym słupem o dwóch kondygnacjach. U dołu wierszowany napis polski (zaczyna się słowami: "Wiersz Włohi do czitelnika")i ślad zniszczonego herbu, zapewne Dołęga, u góry zaś tarcza z herbem Gonzaga Myszkowski. We wnękach od tylu i po bokach znajdują się płaskorzeźby ukrzyżowania.

## Obszar ochrony uzdrowiskowej
Na mocy uchwały nr XXXIII/358/2021 Rady Miejskiej w Pińczowie została utworzona jednostka pomocnicza gminy – Osiedle Górki-Włochy, z siedzibą organów w miejscowości Włochy. Osiedle uzyskało status obszaru ochrony uzdrowiskowej ("Obszar Ochrony Uzdrowiskowej Pińczów”), wraz częścią miasta Pińczów – Osiedlem Zdrojowym i sołectwami: Pasturka, Bogucice Drugie oraz Grochowiska, położonymi na obszarze gminy Pińczów, na mocy rozporządzenia Rady Ministrów z dnia 5 sierpnia 2024 r.

## Galeria

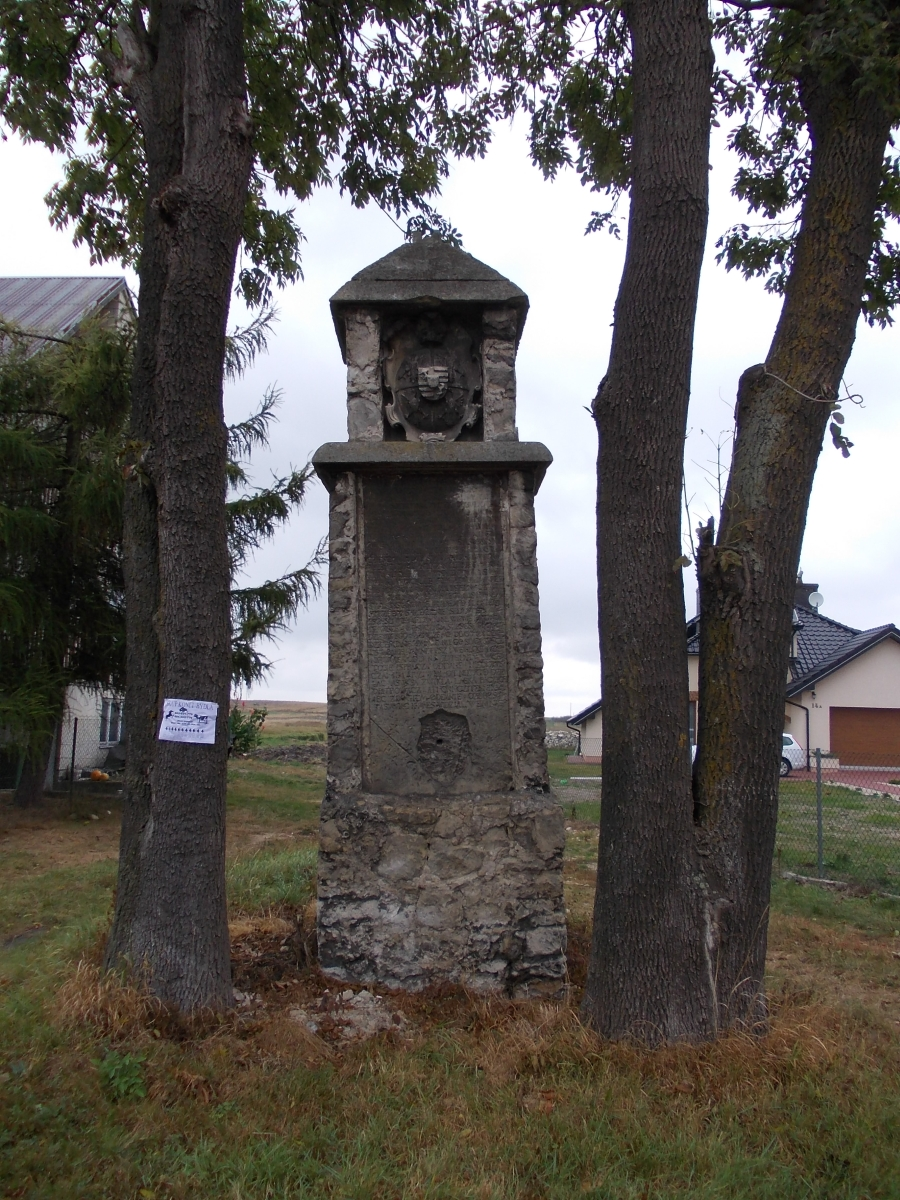
Pomnik z 1609 r.
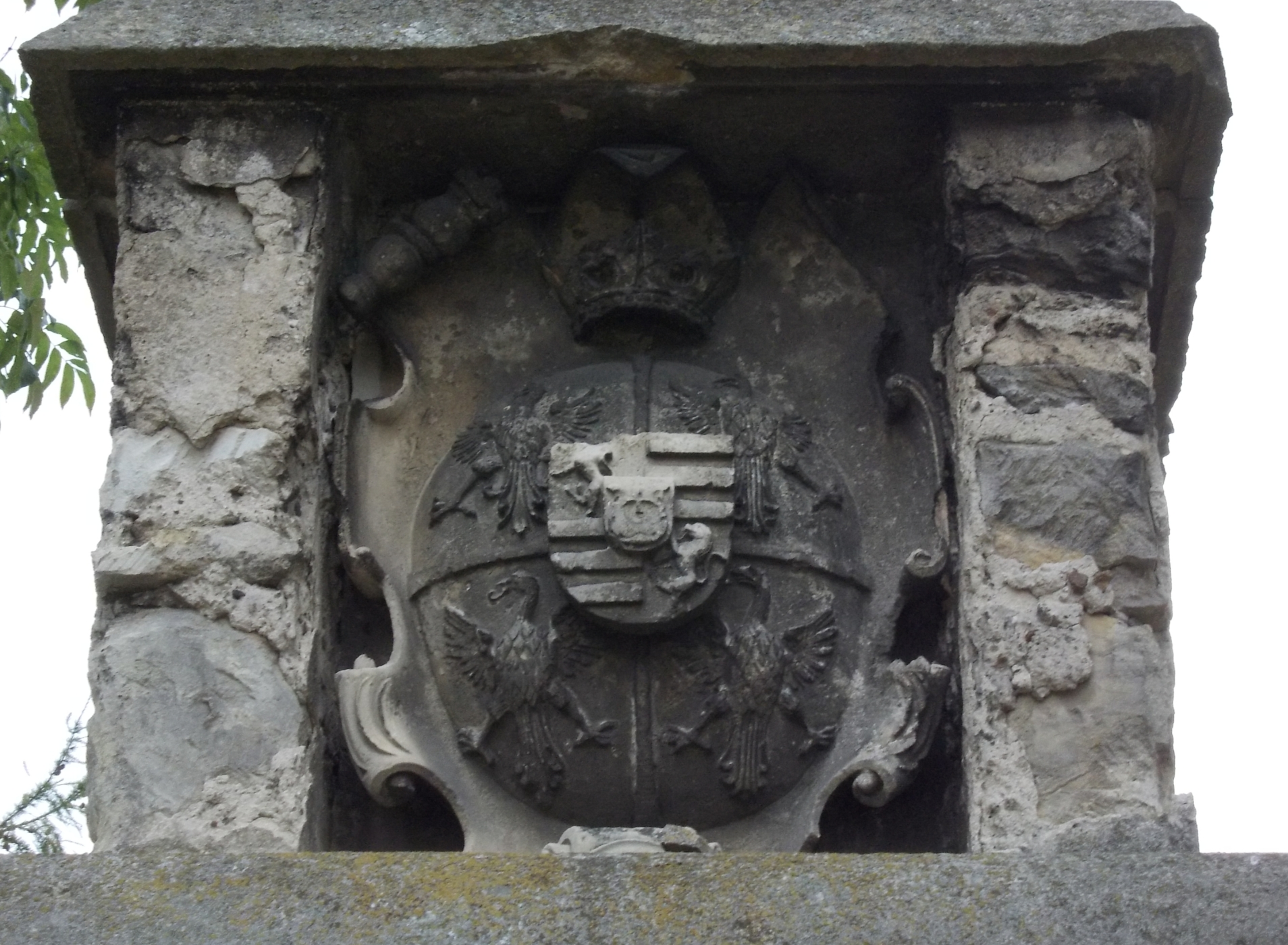
Herb Jastrzębiec
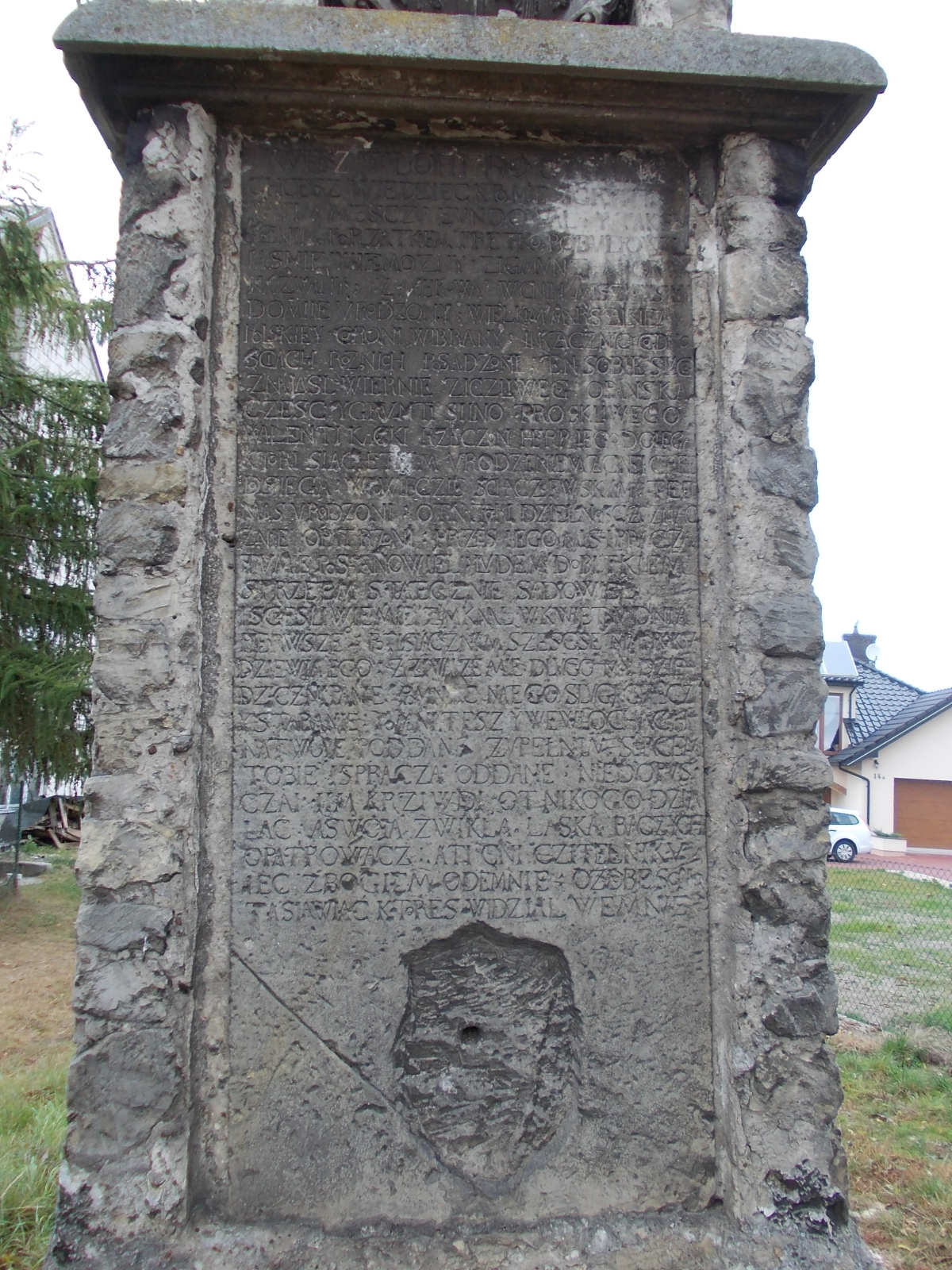
Inskrypcja na pomniku